# Эримантос (дим)
Эри́мантос (греч. Δήμος Ερυμάνθου) — община (дим) в Греции в северной части полуострова Пелопоннеса. Входит в периферийную единицу Ахею в периферии Западной Греции. Население 8877 жителей по переписи 2011 года. Площадь 582,139 квадратного километра. Плотность 15,25 человека на квадратный километр. Административный центр — Халандрица. Димархом на местных выборах 2014 года избран Танос Карпис (Θάνος Καρπής).
Создана в 2011 году по программе «Калликратис» при слиянии упразднённых общин Тритея и Фаре, а также сообществ Календзион и Леондион. Названа в честь горы Эримантос.

## Халандрица
Халандрица, административный центр общины находится в северной части общины, в 20 километрах от Патр. Население малого города 913 жителей по переписи 2011 года. В Халандрице есть детский сад, начальная школа, средняя школа, полицейский участок, окружной суд, лесное хозяйство, земельный кадастр, ветеринарная клиника и оздоровительный центр.

## Административное деление

Административное деление общины:
1 — Фаре
2 — сверху вниз: Леондион, Тритея, Календзион

Община (дим) Эримантос делится на четыре общинные единицы.